# Leioproctus cardaleae
Leioproctus cardaleae är en biart som beskrevs av Maynard 1997. Leioproctus cardaleae ingår i släktet Leioproctus och familjen korttungebin. Inga underarter finns listade i Catalogue of Life.